# Pau Garcia-Milà
Pau Garcia-Milà (Olesa de Montserrat, 22 de juny de 1987) és un empresari català, conegut sobretot per ser un dels creadors i fundadors d'EyeOS el 2006, i a més és un dels fundadors de la xarxa social Bananity. Comunicador en emprenedoria social i noves tecnologies, és autor dels llibres Tot està per fer (2010), Optimismament (2012) i Tens una idea (però encara no ho saps) (2013). Ha obtingut múltiples reconeixements, com el premi a l'Innovador de l'any 2011 pel MIT. L'any 2010 va participar com a ponent a la primera edició del Fòrum Impulsa i va ser guanyador del Premi FPdGi Empresa 2010 (Premis FPdGi).
El març de 2014 va crear una nova empresa, Ideafoster, especialitzada a ajudar a portar a terme nous projectes.